# Fixit Volley Kalmthout
Fixit Volley Kalmthout is een Belgische volleybalclub uit Kalmthout.

## Geschiedenis
De club werd opgericht in 1979. De eerste damesploeg promoveerde in het seizoen 2021-2022 onverwacht naar Liga, de hoogste volleybalklasse.

## Palmares
- Nationaal
  - kampioen Nationale 1: 2021-2022
- Regionaal
  - Beker van Antwerpen: 2019-2020

## Bekende (ex-)spelers
- Kaja Grobelna
- Igor Grobelny
- Gert Van Walle
- Tom Van Walle
- Birthe Wittock